# Vilém I. z Lamberka
Vilém I. z Lambergu, počeštěně též z Lamberka (německy Wilhelm I. von Lamberg, † 1336 nebo 1356) byl rakouský šlechtic z korutanského a kraňského rodu Lambergů, který měl majetky v Horním Rakousku (Štýrsko).

## Život

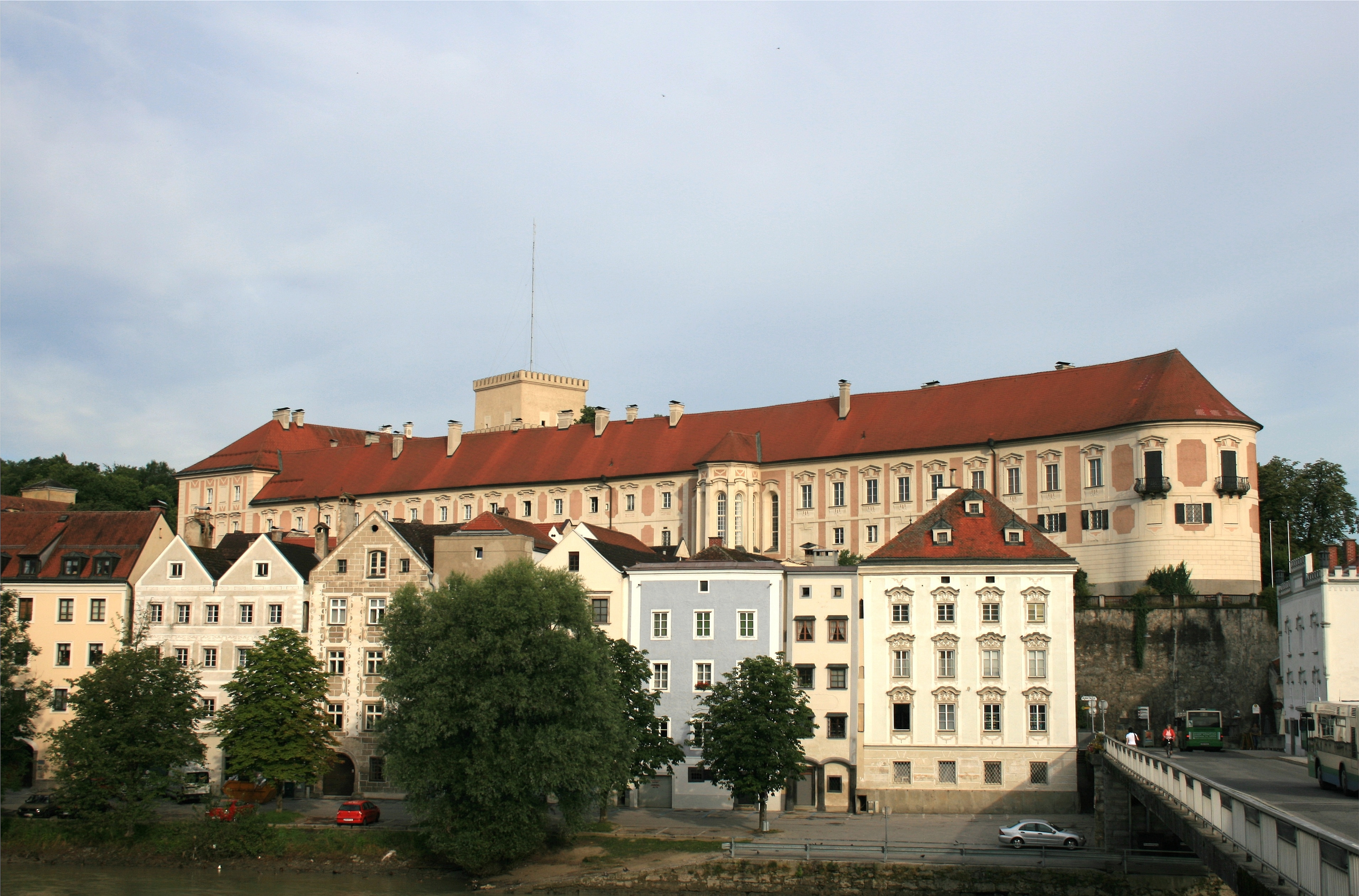
Zámek Lamberg ve Steyru

Narodil se jako syn Berengara z Lamberka († 1322). Byl vnukem Volratha III. z Lamberka († 1246) a pravnukem Volratha II. z Lamberka († 1214).
Jeho vnuci Baltazar († asi 1426), Jiří († asi 1438) a Jakub († asi 1433) v průběhu 15. století rozdělili dědictví do tří linií. V roce 1544 bylo rod zvýšen do panského stavu, v roce 1667 na říšská hrabata a roku 1702 coby lankrabata z Leuchtenberka získali titul říšských knížat.

## Manželství a potomstvo
Vilém I. z Lamberka se oženil s Juttou. Narodil se jim jeden syn: 
- Vilém II. z Lamberka († 1397/1414), ženatý s Dimut z Podweinu